# Simfonia núm. 2 (Valen)
La Simfonia núm. 2, op. 40, de Fartein Valen és una obra orquestral en quatre moviments de 1944. Una de les fonts d'inspiració de la simfonia va ser el quadre de Rembrandt "Crist a Emmaús".

## Instrumentació

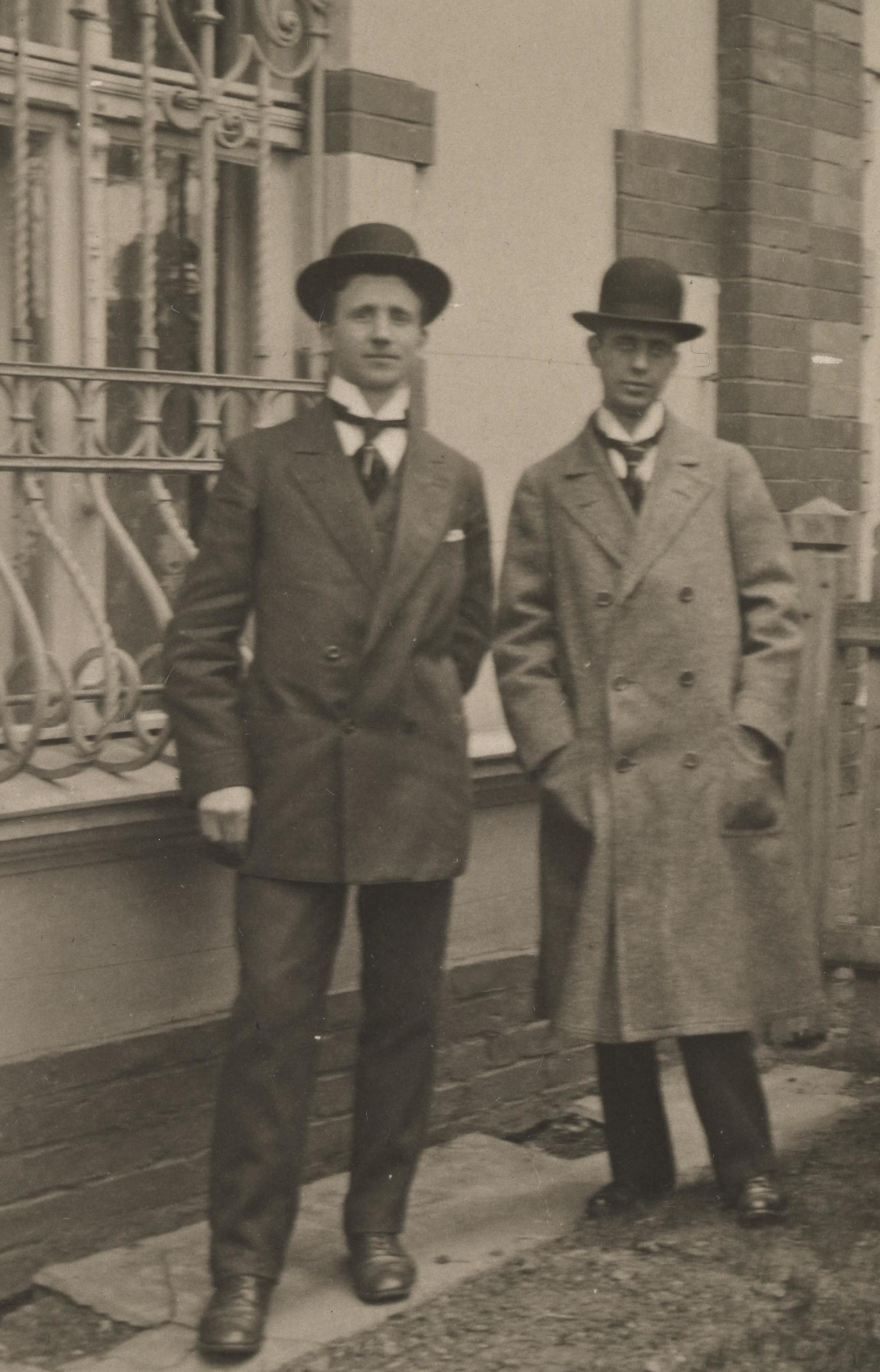
El pintor Hugo Lous Mohr (esquerra) i Fartein Valen a Roma el 1922. Mohr era un amic d'infància de Valen a Stavanger, i la mare de Mohr, Jeannette Mohr, també havia estat la professora de piano de Valen. Valen va dedicar la Simfonia núm. 2 a Hugo Mohr

L'obra està escrita per a una orquestra formada per 2 flautes, 2 oboès, 2 clarinets, 2 fagots, 2 trompes franceses, 1 trompeta, 1 trombó, timbales i cordes.
Una presentació típica dura uns 25 minuts. L'obra està dedicada a Hugo Lous Mohr i està publicada per Harald Lyches Musikkforlag.

## Origen i context
La Simfonia núm. 2 va ser escrita a Valevåg durant la Segona Guerra Mundial. Els anys de la guerra van ser un moment difícil per a Valen. Durant aquest període gairebé es va aïllar a casa seva i no es va traslladar fora dels límits del poble fins al 1947. Com la resta de la població, es va veure afectat per les condicions bèl·liques amb racionament i escassetat, i en les seves cartes expressava la seva frustració per les atrocitats de la guerra. Una tragèdia que va afectar especialment la comunitat local va ser l'enfonsament del pesquer MK "Blia" el novembre de 1941. El vaixell anava de Bømlo a Shetland amb 43 refugiats i combatents de la resistència noruega. Cap va sobreviure.
Valen no tenia la intenció d'escriure més simfonies després d'haver acabat la seva Primera Simfonia el 1939. La forma de la simfonia li havia plantejat reptes, i per això sentia que havia acabat amb aquest format. Així i tot, el 1941 va començar a sorgir la idea d’una nova simfonia. Mentrestant, havia completat tres de les seves composicions més importants: <i>Oda a la solitud</i>, op. 35, Concert per a violí i orquestra, op. 37 i Sonata per a piano núm. 2, op. 38. La Simfonia núm. 2 va començar el novembre de 1941 i es va acabar el gener/febrer de 1944 amb l'excepció d'alguna reescriptura.
La simfonia es va interpretar per primera vegada després de la mort de Valen, a l'Aula de la Universitat d'⁣Oslo el 28 de març de 1957 per l'Orquestra de la Societat Filharmònica sota la direcció d'⁣Odd Grüner-Hegge.

## Música
La Simfonia núm. 2 està escrita en tècnica de dotze tons lliures. Però, com les seves altres simfonies, la simfonia està ben plantada en una tradició clàssica i romàntica. Valen utilitza tipus de moviment clàssic com la forma sonata i la forma de rondó de sonata, és cert que amb algunes modificacions. Com la simfonia clàssic-romàntica, té quatre moviments.

### Primer moviment: "Allegro amb brio"
El primer moviment, Allegro con brio, és un moviment dramàtic amb grans contrastos dinàmics. L'expressió és més forta del que és habitual per a Valen, però no hi ha fonts que indiquin quina ha estat la font d'inspiració d'aquesta frase. No obstant això, Berit Kvinge Tjøme afirma al seu llibre que es pot "amb molta probabilitat" suposar que la frase és una expressió de la "desesperació i [la] ràbia" que Valen devia sentir davant les tragèdies de la guerra. Tjøme es refereix a l'enfonsament del "Blia", que va passar exactament una setmana abans que Valen escrivís els primers esbossos del primer moviment.
Pel que fa a la forma, Valen utilitza la forma sonata, i el moviment comença directament sobre el tema principal dels primers violins:
El tema principal presenta un moviment ascendent, a diferència del tema secundari. Aquest últim és interpretat pel primer clarinet:

### Segon moviment: "Adagio"
El segon moviment de la simfonia, Adagio, té un caràcter molt tranquil i líric i gairebé pot donar associacions pastorals o religioses. El compàs és de 6/8 com en un barroc sicilià.

Segons Olav Gurvin, aquest moviment s'inspira en el quadre de Rembrandt "Crist a Emmaus". Gurvin diu que Valen tenia una reproducció d'aquesta imatge al seu escriptori. Valen estava especialment fascinat pel portal de pilars del fons, que semblava interminable i gairebé feia una sensació d'eternitat. A més, Valen va quedar fascinat per l'expressió del rostre de Jesús. Per a Valen, els trets facials tenien "l'altra bellesa", una bellesa que es trobava "darrere" i "més amunt" que l'exterior. "L'altra bellesa" era un terme que Valen havia trobat en un dels sonets de Miquel Àngel que també va ser el punt de partida de la seva peça orquestral <i>Sonetto di Michelangelo</i>, op. 17, núm. 1. Per a Valen, "L'altra bellesa" gairebé expressava l'essència de la seva pròpia estètica musical. En una entrevista de ràdio al final de la seva vida, Valen explica el següent:
"Quan algú es deixa atrapar per la música atonal, experimenta allò que Miquel Àngel va anomenar "la segona bellesa". Nosaltres [els compositors atonals] només utilitzem la tècnica per fer emergir aquesta "segona bellesa". […] La música atonal és tan sentida com qualsevol altra música, potser fins i tot més, però certament d'una manera diferent."
Pel que fa a la forma, segons Kortsen, el moviment es basa en una forma de rondó sonata, amb un grup temàtic principal format per quatre temes i un grup temàtic secundari. Encapçalant els temes del grup temàtic principal és el tema dels primers violins:

### Tercer moviment: "Allegretto"
El tercer moviment, Allegretto, és el moviment més breu de la simfonia i té un caràcter scherzo. Pel que fa a la forma, no segueix un scherzo tradicional, sinó que té una forma de rondó variada basada en quatre temes.

### Quart moviment: Finale: "Allegro molto"
Segons Gurvin, Valen havia planejat l'últim moviment de la simfonia, Allegro molto, per acabar triomfant com el primer moviment. Però quan va començar a compondre, les coses van canviar. Grans parts del moviment es van escriure per Nadal i, segons Gurvin, el moviment va adquirir llavors un "ambient nadalenc".
Segons Kortsen, el moviment es basa en una forma de rondó de sonata adaptada amb un grup temàtic principal format per dos temes contrastats, un en violoncel del compàs 1, l'altre en trompeta del compàs 3 i un grup de temes secundaris. Tjøme interpreta el moviment com una doble fuga avançada basada en l'equip de violoncel com a tema 1 i el tema de trompeta com a tema 2. Els dos temes són molt diferents. El tema del violoncel es basa en curses ascendents i descendents fugaces:
El tema de la trompeta, en canvi, es caracteritza per mitges notes descendents que emfatitzen la signatura de 3/2 temps del moviment:
En la seva anàlisi, Kortsen assenyala la similitud entre aquest tema i el tema principal del primer moviment de Simfonia núm. 3 en re menor de Bruckner, també amb la trompeta solista:
La influència de Bruckner no és potser del tot casual, ja que es tractava d'un compositor que agradava a Valen, segons una entrevista radiofònica, de la mateixa manera que Bach.

## Discografia
Orquestra Filharmònica de Bergen / Aldo Ceccato (director) (gravat el 1986?)
Noruega a la música CDN 31001 (CD, 1987) (+ Valen op. 41)
Simax Classics PSC3101 (2 CD, 1992) (+ Valen opp. 30, 41, 43)
Orquestra Simfònica de Stavanger / Christian Eggen (director) (gravat el 2006)
BIS Records BIS-CD-1632 (CD, 2008) (+ Valen opp. 18, 19, 41)